# Korfantów
Korfantówⓘ (daw. Fyrląd, Fryląd, niem. Friedland, Friedland in Oberschlesien, śl. Fyrlōnd, dś. Friedland) – miasto w Polsce położone w województwie opolskim, w powiecie nyskim, siedziba gminy miejsko-wiejskiej Korfantów.
Historycznie leży na Górnym Śląsku, na Równinie Niemodlińskiej, będącej częścią Niziny Śląskiej. Przepływa przez niego rzeka Ścinawa Niemodlińska.
W latach 1954–1972 wieś Korfantów należała i była siedzibą władz gromady Korfantów. W latach 1975–1998 miasto administracyjnie należało do województwa opolskiego.
Według danych GUS z 1 stycznia 2024 r. miasto było zamieszkane przez 1689 osób.

## Geografia

### Położenie
Miasto jest położone w południowo-zachodniej Polsce, w województwie opolskim, około 17 km od granicy z Czechami, na Równinie Niemodlińskiej. Należy do Euroregionu Pradziad. Przez granice administracyjne miasta przepływa rzeka Ścinawa Niemodlińska.
Według danych GUS z 1 stycznia 2024 r. powierzchnia miasta wynosi 10,23 km².

### Środowisko naturalne
W Korfantowie panuje klimat umiarkowany ciepły. Średnia temperatura roczna wynosi +8,2 °C. Duże zróżnicowanie dotyczy termicznych pór roku. Średnie roczne opady atmosferyczne w rejonie Korfantowa wynoszą 602 mm. Dominują wiatry zachodnie.

### Podział miasta
Według Krajowego Rejestru Urzędowego Podziału Terytorialnego Kraju częścią Korfantowa jest:
- Ulianówka

W mieście znajduje się osiedle:
- os. Wojciecha Korfantego

## Nazwa

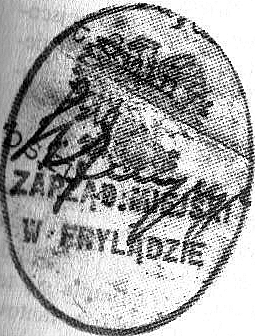
Pieczęć Zarządu gminy Korfantów odciśnięta na dokumencie z 1946 r. W polu tarczy orzeł bez korony oraz napis: „Zarząd Miejski we Frylądzie”

Pierwotna nazwa osady to Hurtlanth lub Hurthland. W wielu dokumentach w stosunku do miasta używano także określeń: Fredland, Fredelant, Fredlandt, Fridland, Freijland, Stadt Friedland oraz Friedland, co można tłumaczyć jako „spokojny kraj”. Z czasem nazwa ta uległa potocznemu spolszczeniu i równolegle z wariantem niemieckim używano gwarowego: Ferląd, Ferlondt, Frydląd, Fryląd, najczęściej zaś Fyrląd. W roku 1613 śląski regionalista i historyk Mikołaj Henel z Prudnika wymienił miejscowość w swoim dziele o geografii Śląska pt. Silesiographia podając jej łacińską nazwę: Fridelandum. W 1946 ze względu na niemieckie pochodzenie nazwy miasto przemianowano na Korfantów (na cześć Wojciecha Korfantego).

## Historia

### Średniowiecze
Początki Korfantowa są związane z akcją osadniczą zainicjowaną przez władców górnośląskich w XIII wieku. Data lokalizacji miasta nie jest znana. Pierwszą nazwą osady było Hurtlanth. W 1323 w dokumencie miejskim z Nysy wymieniono rajcę Heinricha z Korfantowa. Miasto wspomniał nuncjusz apostolski Galhard de Carceribus w sporządzonym w 1335 spisie dziesięcin. W 1427 książę Bernard niemodliński przyznał Żydom dziesięcioletni przywilej ochronny. Na dokumencie książęcym występuje świadek Heinrich Degeshym, pan Korfantowa.
Do połowy XV wieku Korfantów wchodził w skład posiadłości Piastów opolskich. Z czasem zaczęły się tu sadowić rody magnackie, w rękach których pozostał do połowy XX wieku. Korfantowskim majątkiem zarządzały między innymi rody: Beroschinsky, Dluhomil, Schaffgotsch z Frankonii, Denewitz, Mettich z Łąki Prudnickiej, Buchta, Nowagk, Redern, Burghauss i Pückler.

### XVI–XX wiek

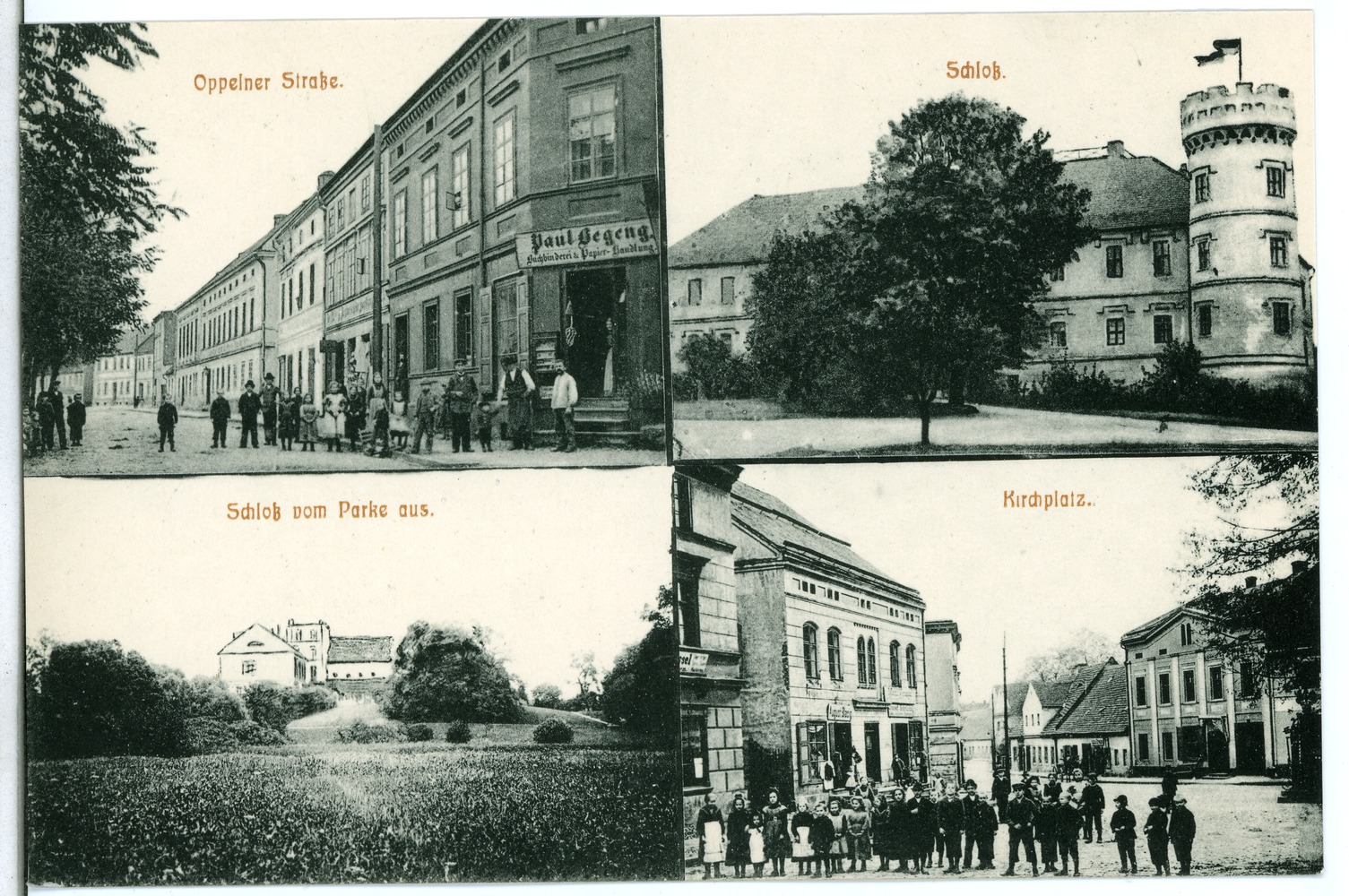
Pocztówka z Korfantowa przedstawiająca ulicę Opolską, zamek, park przy zamku i Plac Kościelny (1908)

Szlachcic Fryderyk Schaff w 1516 zabił proboszcza Korfantowa. Według dokumentu z 1 maja zawartego w „Rejestrze Wacława”, kilkunastu szlachciców przyrzekło dostarczyć winnego do Opola jak tylko książę Jan II Dobry wyrazi swoją wolę. W przypadku nie dotrzymania obietnicy zobowiązali się uiścić księciu 500 węgierskich guldenów.
W 1535 Korfantów wszedł we władanie Kaspera II Schaffgotscha. Następny właściciel miasta, Adam Gotsch, doprowadził do przejęcia miejscowego kościoła Trójcy Świętej przez protestantów. Pierwszym przywódcą protestanckiej gminy wyznaniowej został Georgius Fabricius. Z jego inicjatywy w 1610 powstały dwie szkoły, dla dzieci miasta i ze wsi. Stworzono też system stypendialny dla młodzieży, z którego korzystały także dzieci z Prudnika i Niemodlina. Fabricius zmarł 15 maja 1622 podczas głoszenia kazania.
Kościół Trójcy Świętej powrócił do społeczności katolików w 1629. Wówczas parafię objął katolicki administrator Herman Hahr. Nauczycielem w szkole katolickiej był Christopher Meierrzirke, który w zamian za pracę otrzymywał mąkę, 6 worków jęczmienia, 2 worki owsa i trawę z trzech łąk rocznie.
Podczas wojny trzydziestoletniej, w 1632, wojska szwedzkie wkroczyły na Śląsk. W trakcie starć zbrojnych mieszkańcy Korfantowa ponieśli ciężkie straty.
22 marca 1675 w wyniku pożaru spaliła się większość zabudowań miasta. 2 lata później córka właściciela dóbr korfantowskich Henryka Wacława Nowagka, Ewa Maria Nowagk, wyszła za mąż za Nicolausa Konrada hrabiego von Burghauss, który wkrótce stał się nowym właścicielem miasta.
W latach 1680–1681 w mieście trwała epidemia dżumy. Podczas niej zginęło 180 osób (wówczas 30% populacji miasta). Jedną z ofiar był zmarły 28 kwietnia 1681 Henryk Wacław Nowagk. W 1683 katolicy przejęli od protestantów kościół św. Michała Archanioła.
Według źródeł parafialnych w 1739 do spowiedzi wielkanocnej przystąpiło 1862 wiernych, spośród których 905 spowiadało się w języku niemieckim, zaś 957 w języku polskim.
5 kwietnia 1741 wojska pruskie przybył do Korfantowa z pobliskiej Ścinawy Małej. 3 października z wojskami przybył król Fryderyk II Wielki. Rozbił się obozem pomiędzy Korfantowem i Puszyną. 6 dni później udał się do Przydroża Małego, gdzie została podpisana konwencja, która przesądziła o oddaniu Prusakom Śląska. W 1742 Korfantów utracił prawa miejskie.
W 1760 w okolice Korfantowa udali się żołnierze pruscy po bitwie o Prudnik.
Od końca XVIII w. część Korfantowa zwana wsią Dorf Friedland posiadała własną pieczęć gminną, na której wizerunku przedstawiono chłopa z sierpem pochylonego w prawo nad łanem zboża.
Podczas wojen napoleońskich na mocy dekretu cesarza Francuzów Napoleona Bonaparte z 6 kwietnia 1807 na Śląsku utworzono Legię Polsko-Włoską z powracających z Włoch oddziałów polskich. We Wrocławiu, Brzegu i Nysie sformowano trzy pułki piechoty, w Prudniku pułk ułanów, a w Korfantowie pułk lansjerów. Wzmocniono je rekrutami z Wielkopolski. 11 września 1807, na skutek nieuwagi przebywającego w Korfantowie patrolu bawarskiego, wybuchł pożar, który objął prawie wszystkie zabudowania na Rynku, przy ul. Prudnickiej i ul. Wyzwolenia. Spłonęła także dworska owczarnia. Na 108 istniejących budynków spłonęło 56. Król Fryderyk Wilhelm III Pruski podarował na odbudowę 16 tysięcy reńskich talarów.
W 1844 w okolice Korfantowa przybyli protestanccy osadnicy z Prudnika i z Austrii. Założyli oni wieś Wielkie Łąki. Do ewangelickiej parafii Korfantów należało 21 wsi z powiatu niemodlińskiego i 10 z powiatu prudnickiego.
W 1855 w miejscowości wybuchła epidemia cholery, która pochłonęła 54 ofiary z Włostowej i Korfantowa. Ciała ofiar epidemii zostały pochowane na starym cmentarzu w Korfantowie przy ul. Powstańców Śląskich (obecnie teren Komisariatu Policji) oraz w mogilniku pomiędzy Kuźnicą Ligocką i Włostową. W 1866 Korfantów odzyskał prawa miejskie.
Znajdowała się tu filia zakładów włókienniczych Samuela Fränkla z siedzibą w Prudniku (późniejsze ZPB „Frotex”).
Od 1919 Korfantów należał do nowo utworzonej prowincji Górny Śląsk. Prowincja została zlikwidowana w 1938, a 18 stycznia 1941 utworzono ją ponownie.

### II wojna światowa
W okresie II wojny światowej w mieście Niemcy utworzyli Polenlager 83, jeden z szeregu obozów koncentracyjnych dla Polaków.
Armia Czerwona wkroczyła do Korfantowa 19 marca 1945 w ramach operacji górnośląskiej. Miasto, przekształcone przez Niemców w silny punkt oporu, zajęła 285 Dywizja Piechoty pułkownika Nikołaja Suchariewa i część 229 Dywizji Piechoty pułkownika Afanasija Pypyriewa (55 Korpus Piechoty 21 Armii). W trakcie walk miasto zostało zniszczone w około 50%.
Wraz z nadciągającym frontem większość mieszkańców opuściła miasto. Wszyscy uciekinierzy, po około dwóch tygodniach, zaczęli wracać do swoich domostw. W Korfantowie władzę przejęła komendantura wojenna, która była wspomagana przez organ pomocniczy realizujący zadania z zakresu administracji cywilnej. Rosjanie przejęli 11 majątków ziemskich oraz większość obiektów przemysłowych i gospodarczych, które znajdowały się na terenie kilkunastu wsi przylegających do Korfantowa.

### Czasy polskie

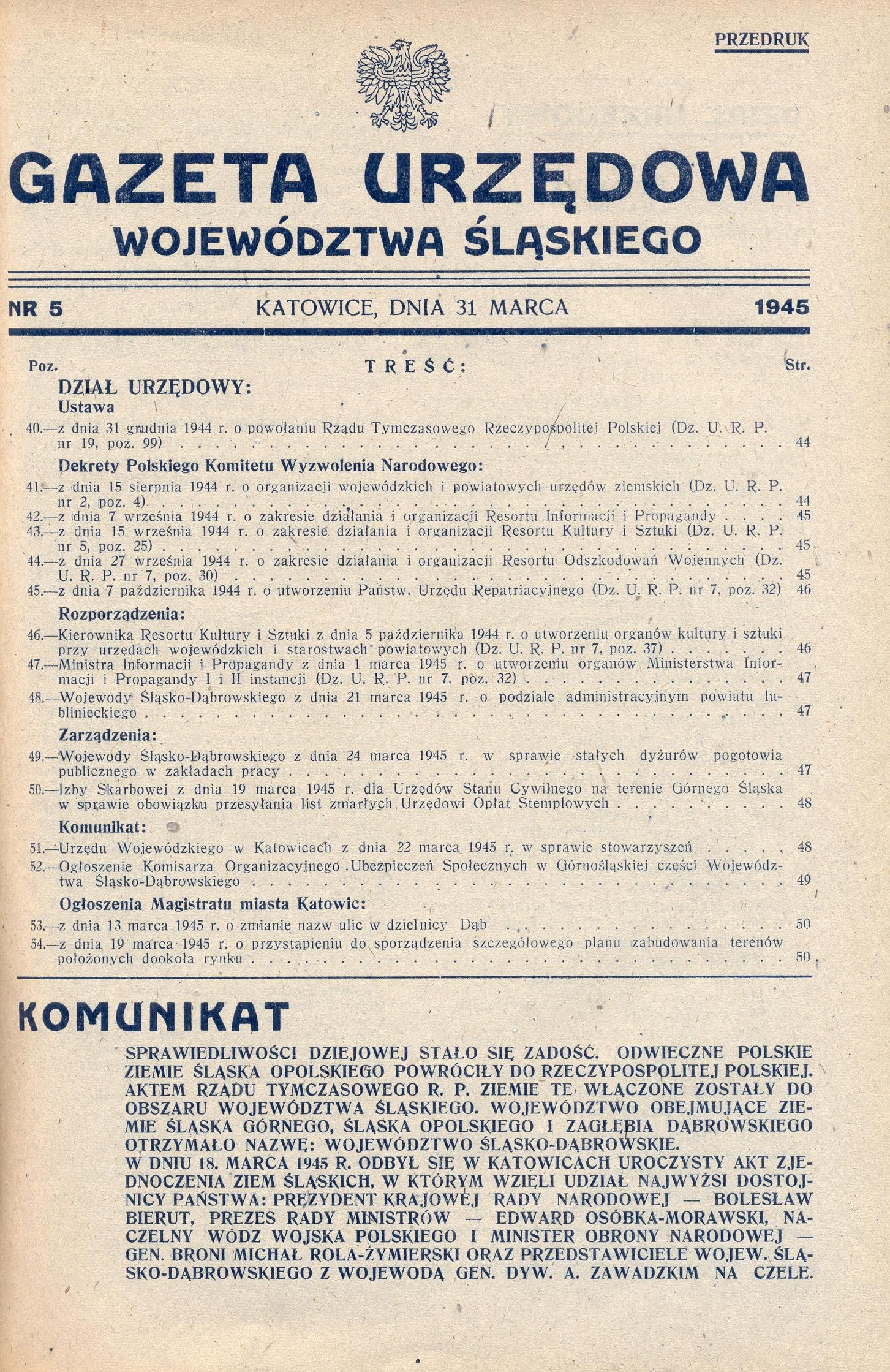
Odezwa o przyłączeniu Śląska Opolskiego do Polski (1945)

W maju 1945 r. do Korfantowa przybyli przedstawiciele administracyjnej grupy operacyjnej, na czele której stał burmistrz Marian Dziubka oraz sekretarz gminy Marian Gałuszka. Przedstawiciele przemysłowej grupy operacyjnej zjawili się w Korfantowie na przełomie czerwca i lipca. Pozwolenia na prowadzenie działalności gospodarczej wydawano niemal wyłącznie przedstawicielom ludności napływowej. W sierpniu zostały uruchomione dwie pierwsze placówki usługowo-handlowe: restauracja oraz sklep spożywczy. W tym czasie na stanowisko wójta gminy Korfantów powołano Romana Buczka.
Na terenie gminy do końca września 1945 r. działały 24 podmioty gospodarcze. W Korfantowie były to: fabryka obuwia, 2 piekarnie, restauracja, sklep galanteryjno-mydlarski, 2 sklepy spożywcze, warsztat reparacyjny, zakład mięsny, stolarnia i 3 zakłady szewskie. W Kuźnicy Ligockiej: młyn wodny i zakład kowalski. W Piechocicach – młyn wodny. w Przydrożu Małym: gorzelnia parowa i wiatrak. W Przydrożu Wielkim – wiatrak. W Puszynie: piekarnia oraz 2 stolarnie. We Włostowie: zakład kowalski i młyn wodny. Ogółem, w zakładach rzemieślniczych i zakładach przemysłowych zatrudniano 162 Polaków i 223 Niemców.
W tym czasie Korfantów stał się siedzibą gminy zbiorowej, w skład której weszły następujące miejscowości: Ferdynandka, Honcmila, Kolonia Friedrichsfeld, Kuropas, Kuźnica Ligocka, Ligota Ścinawska, Myszowice, Piechocice, Pleśnica, Przydroże Małe, Przydroże Wielkie, Puszyna, Rączka, Stara Jamka, Ulianówka, Wielkie Łąki i Włostowa.
Po ustaniu działań wojennych Korfantów stał się siedzibą jednej z 7 gmin zbiorowych na terenie ówczesnego powiatu niemodlińskiego. W tym okresie miasto liczyło około 900, a cała gmina – około 4950 mieszkańców.
W 1954 r. doszło do reformy administracyjnej wprowadzającej w miejsce gmin, tzw. gromady powiększone. W powiecie niemodlińskim funkcjonowała wówczas 15 gromad, wśród których korfantowska obejmowała pięć wsi (łącznie 29,5 km kw.). Pod koniec lat 50. XX w., przy zachowaniu podziału na gromady, zlikwidowano niektóre z nich, przywracając lokalnym centrom ich dawne funkcje. Gromada Korfantów liczyła 52 km kw. i obejmowała swoim zasięgiem 10 miejscowości. Zamieszkiwało ją 3460 osób (Korfantów – 1068).
W 1972 r. przywrócono gminy, jako podstawowe jednostki podziału administracyjnego państwa. Korfantowska gmina była jedną z 7 w powiecie, z 6697 mieszkańcami (Korfantów – 1350). W roku 1975 zniesiono powiaty i powiększono liczbę województw. W nowym porządku administracyjnym obszar gminy Korfantów obejmował 180 km kw. (25 miejscowości). Ziemie te zamieszkiwało 10 700 osób, zaś sam Korfantów liczył wówczas 1985 mieszkańców. W tym kształcie terytorialnym korfantowska gmina istnieje po dziś dzień. Istotną zmianę przyniósł rok 1993, kiedy to Korfantów odzyskał prawa miejskie.
Od 1982 do 2014 na czele tej gminy nieprzerwanie, jako naczelnik, wójt i burmistrz stał Zdzisław Martyna. W latach 90. XX wieku, według rządowych planów reformy administracyjnej przywracającej powiaty, Korfantów miał znaleźć się w powiecie prudnickim. Wywołało to sprzeciw części mieszkańców Korfantowa i okolicznych wsi. W tymże okresie większość instytucji ponadgminnych, pod które podporządkowany był Korfantów, znajdowały się w Nysie. Podlegał jednak pod zakład opieki zdrowotnej, sanepid, komendę policji, straż pożarną oraz Bank Spółdzielczy w Prudniku. Miasto było lepiej skomunikowane z Nysą, lecz miejscowi uczniowie uczęszczali do szkół w Prudniku. Wójt Zdzisław Martyna nie zajął stanowiska w sprawie, a Rada Gminy opowiedziała się przeciwko tworzeniu struktury powiatowej. W 1995 gmina Korfantów przeprowadziła wśród mieszkańców ankietę dotyczącą przynależności administracyjnej. 3401 mieszkańców opowiedziało się za przynależnością do powiatu nyskiego, natomiast 930 – do prudnickiego. Na sesji Rady Gminy 6 radnych zagłosowało za Prudnikiem, 22 za Nysą.
W 1995 r. potomkowie Kresowian ustawili na cmentarzu parafialnym w Korfantowie pomnik upamiętniający ks. Stanisława Szczepankiewicza i mieszkańców Ihrowicy, pomordowanych przez UPA w czasie „Krwawej Wigilii” 1944 r.
Miasto zostało zalane podczas powodzi we wrześniu 2024.

## Demografia
Według danych GUS z 30 czerwca 2020, Korfantów miał 1783 mieszkańców (35. miejsce w województwie opolskim i 884. w Polsce), powierzchnię 10,23 km² (28. miejsce w województwie opolskim i 579. miejsce w Polsce) i gęstość zaludnienia 148 os./km².
Mieszkańcy Korfantowa stanowią około 1,3% populacji powiatu nyskiego, co stanowi 0,2% populacji województwa opolskiego.
Korfantów podlega pod Urząd Statystyczny w Opolu, oddział w Prudniku.
| Opis                              | Ogółem | Ogółem | Kobiety | Kobiety | Mężczyźni | Mężczyźni |
| --------------------------------- | ------ | ------ | ------- | ------- | --------- | --------- |
| jednostka                         | osób   | %      | osób    | %       | osób      | %         |
| populacja                         | 1783   | 100    | 926     | 52      | 857       | 48        |
| gęstość zaludnienia (mieszk./km²) | 148    | 148    | 77      | 77      | 71        | 71        |

### Liczba mieszkańców miasta
1782 – 684
1816 – 524
1825 – 757
1840 – 1023
1855 – 1185
1861 – 1294
1867 – 1918
1871 – 1947
1900 – 2078
1910 – 1942
1933 – 1861
1939 – 1872
1958 – 932
1966 – 1216
1995 – 1899
1996 – 1901
1997 – 1903
1998 – 1973
1999 – 1996
2000 – 1997
2001 – 1958
2002 – 1942
2003 – 1939
2004 – 1923
2005 – 1897
2006 – 1847
2007 – 1861
2008 – 1851
2009 – 1841
2010 – 1856
2011 – 1922
2012 – 1910
2013 – 1893
2014 – 1881
2015 – 1875
2016 – 1842
2017 – 1842
2018 – 1817
2019 – 1793

## Zabytki

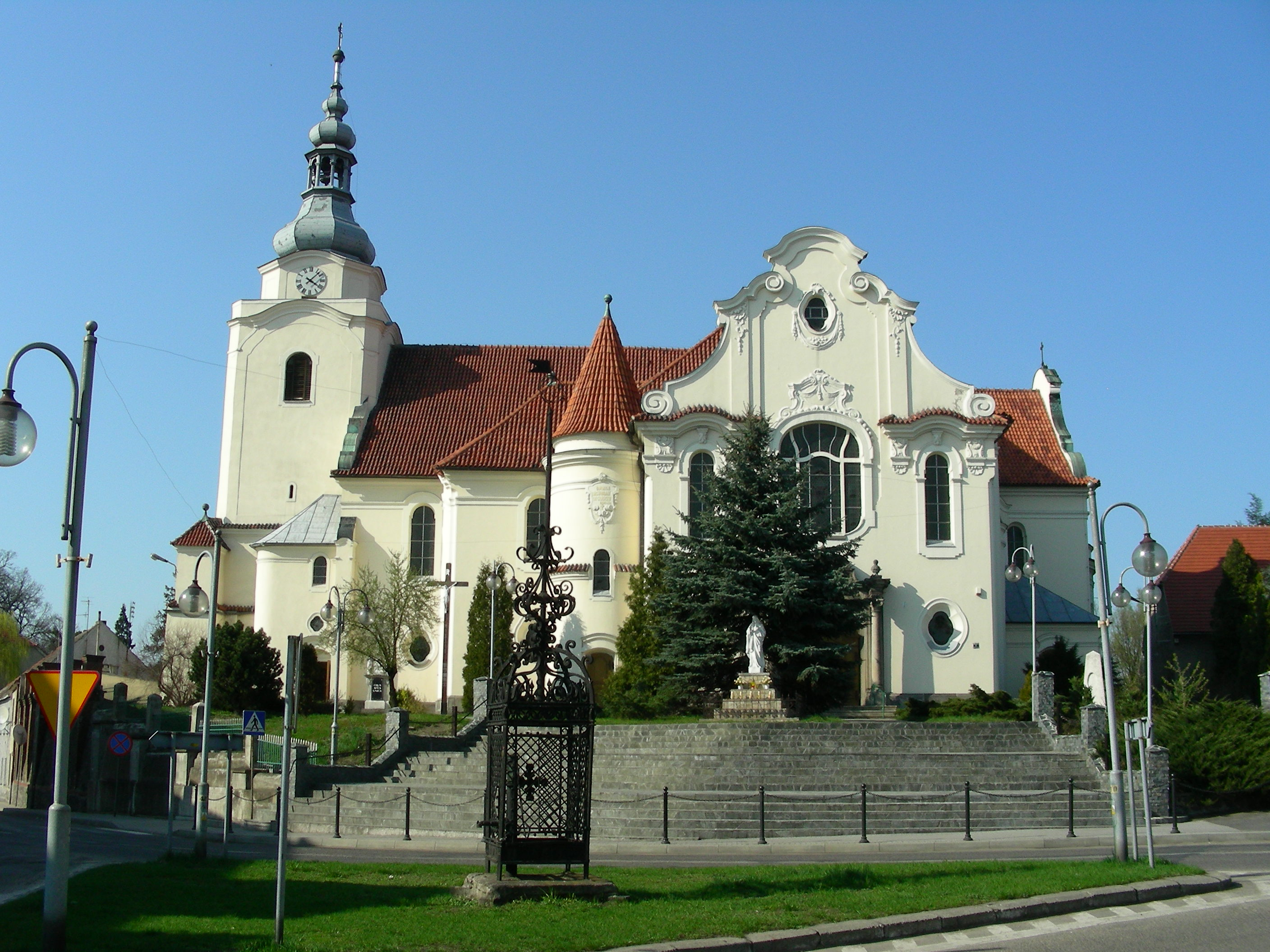
Kościół pw. Świętej Trójcy

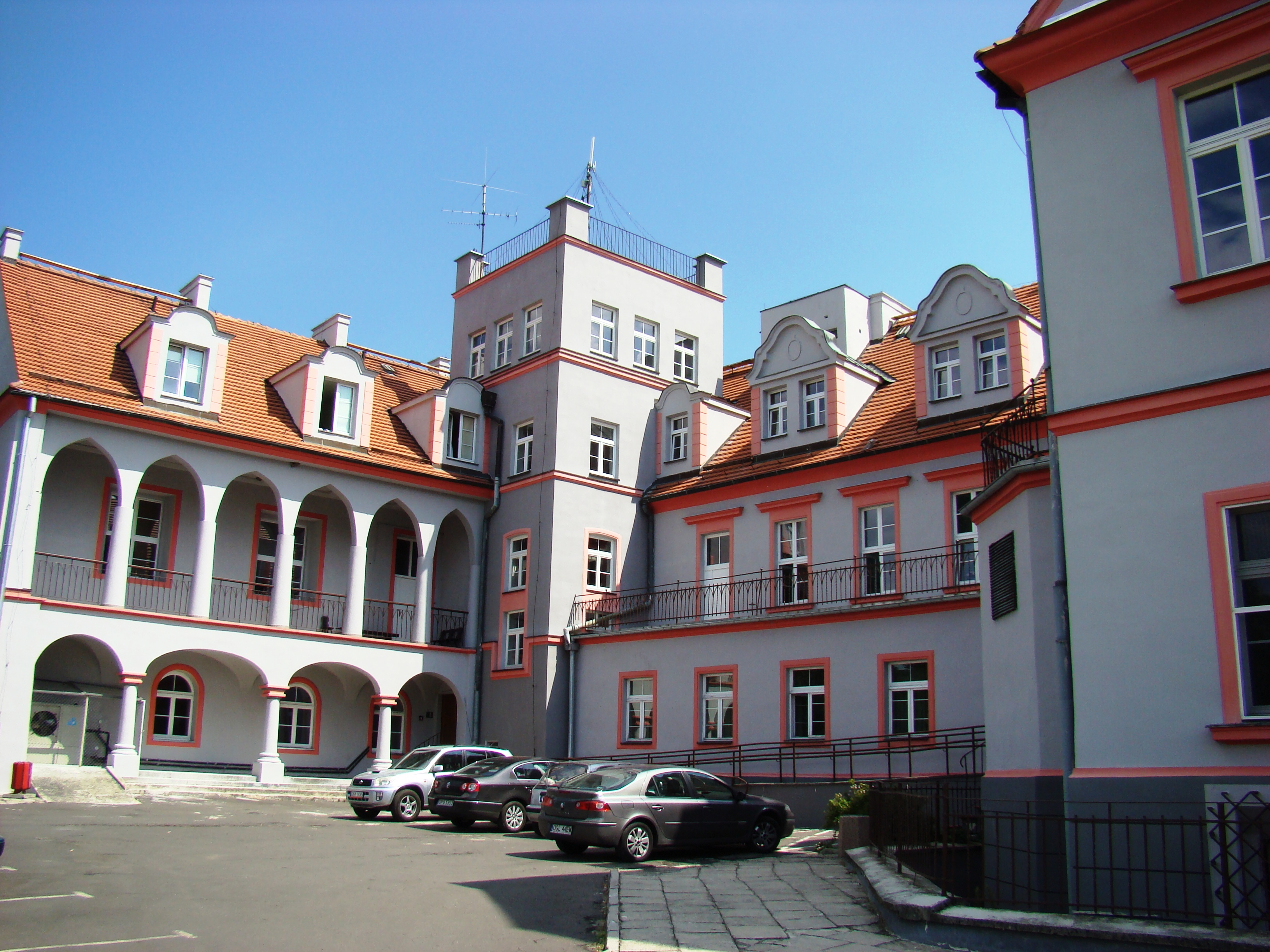
Dawny zamek, obecnie Opolskie Centrum Rehabilitacji

Do wojewódzkiego rejestru zabytków wpisane są:
- kościół par. pw. Świętej Trójcy, wzniesiony pod koniec XIII w., XVIII w., XX w. (późnoromański, granitowy portal wejścia głównego, płytę nagrobną z 1591 r., nagrobek Henryka Wacława Nowagka z 1682 r. i świeczniki procesyjne cechów rzemieślniczych z XVIII i XIX w.)
- mogiła zbiorowa Polaków z Polenlagru na cmentarzu rzymskokatolicki
- zespół zamkowy, wzniesiony w 1616 r. z fundacji Pilchnera, przebudowywany do XX w. Choć nie posiada fortyfikacji, można przypuszczać, że w przeszłości posiadał obronny charakter. Przebudowywano go dwukrotnie: w XVIII w. i w drugiej połowie XIX wieku:
  - Zamek w Korfantowie
  - budynek bramny
  - oficyna
  - park, z ok. 1800 r., poł. XIX w.

Wraz z kompleksem leśnym przylega do Korfantowa od północy. Wcześniej stanowił integralną część zespołu pałacowego i dzielił się na dwie części: Jeleni Ogród i Starą Bażanciarnię. Obecnie podupadł. Od kilku lat władze samorządowe czynią starania w celu przywrócenia mu dawnej świetności. W obrębie kompleksu leśno-parkowego położone są trzy dęby szypułkowe – pomniki przyrody. Ich wiek szacuje się na 300–450 lat
- remiza strażacka; na skrzyżowaniu ulic: Tadeusza Kościuszki, Prudnickiej i 3 Maja (dawniej: Ścinawska, Garncarska i Burghaussów), znajduje się jeden z bardziej charakterystycznych budynków Korfantowa – neogotycka remiza strażacka. Wybudowano ją w 1910 r. Na szczególną uwagę zasługuje fasada budynku, zwężająca się w swojej górnej części, ozdobiona blankami, gzymsami oraz oryginalną zewnętrzną sztukaterią. Nad całością dominuje kwadratowa wieża, także zwieńczona blankami
- dom, ul. Powstańców Śląskich 160
- domy, Rynek 7, 8, 9, 11, 14, 15, 16, 17, 61, 64, 65, z XIX w. Centralnym punktem Korfantowa jest rynek usytuowany na południowo-zachodnim skraju miasta. Wybiegają z niego dwie ulice: Wyzwolenia (dawniej Zamkowa) i Prudnicka (dawniej Garncarska, Czerwonej Armii). Są one osiami spinającymi układ miejski, z jego uliczkami i placami: wspomnianym Rynkiem (dawniej plac gen. Świerczewskiego), Kościelnym (skrzyżowanie ulic: Wyzwolenia, Opolska) i placem Wolności (dawniej Młyński). Rynek jeszcze w latach 70. XX w. był brukowany. Obecnie znajduje się tu skwer miejski. Większość kamieniczek na rynku, powstała w XIX w. Są one piętrowe, murowane z cegły, otynkowane, z wąskimi sieniami przelotowymi. Dominującą budowlą na rynku jest dwupiętrowy Ratusz, pochodzący z początków XX w.
- willa, ul. Szkolna 4, z pocz. XX w.
- spichrz, ul. Wyzwolenia 90, z k. XIX w.

inne zabytki:
- zespół szpitalny ss. Elżbietanek. Szpital Maltański powstał w 1889 r. Wielkimi orędownikami nowej inwestycji byli: proboszcz parafii Korfantów ks. Emil Hauptstok oraz właściciel majątku w Puszynie – hrabia Marcus von Ballestrem. Szpital stał się własnością sióstr Elżbietanek, które w liczbie 12 mieszkały w budynku obok szpitala. W szpitalu znajdowały się trzy oddziały: wewnętrzny (40 łóżek), położniczy (10 łóżek) oraz oddział zakaźny. W budynku szpitalnym znajdowała się także kaplica pw. Św. Elżbiety – patronki sióstr. Obecnie w siedzibie dawnego szpitala mieści się dom pomocy społecznej. Przed likwidacją szpitala (w połowie lat 70. XX w.) pracowały w nim siostry: Domicja, Apolonia, Urszula, Carites, Marcjana, Benedykta, Błażeja i Alfonsa.
- kościół pw. Michała Archanioła. Na parceli leżącej obok skrzyżowania ulic: Powstańców Śląskich i 3  Maja, dawniej: Michała Archanioła i Burghaussów stoi budynek Komisariatu Policji. Jeszcze przed 1945 r. znajdował się tu kompleks cmentarny obejmujący kościół pw. Michała Archanioła oraz cmentarz z masowym grobem ofiar epidemii cholery z 1855 r. Kościół wybudowano w 1603 r., w okresie protestanckim. Był niewielki, murowany z cegły, otynkowany, z drewnianą wieżyczką. Został częściowo zniszczony pod koniec II wojny światowej. Ruiny kościółka przetrwały do początków lat 60. XX w. Od początku istnienia kościoła funkcjonował przy nim cmentarz, niewielki, ogrodzony płotem. Za miejsce na cmentarzu w 1683 r. płacono 2 grosze. W 1855 r. na cmentarzu spoczęły ofiary epidemii cholery z wsi Friedland (obecnie ulica Opolska)
- kościół ewangelicki został wybudowany w 1842 r. Był niewielki, zbudowany na planie prostokąta, na osi wschód-zachód. Korpus nawowy z jednej strony zamykała absyda prezbiterium, z drugiej, od zachodu jednowieżowa fasada z wejściem głównym. W pobliżu kościoła znajdował się budynek parafialny oraz szkoła. Mimo tego, że kościół przetrwał wojnę, rozebrano go, pozostawiając żelazne ogrodzenie i mur okalający skarpę. W 2006 r. na miejscu dawnego kościółka wzniesiono stylowy budynek Gminnego Centrum Informacji Turystycznej
- na skwerze, przy skrzyżowaniu ulic: Prudnickiej i Kościuszki odnaleźć można monolitowy krzyż kamienny, który należy zapewne do najstarszych zabytków Korfantowa. Wielki, toporny, wykuty w granicie, zagłębiony w ziemi po belkę poprzeczną – możliwe, że średniowieczny. Nie jest znana przyczyna fundacji tego krzyża. Hipoteza uznająca go za tzw. krzyż pokutny nie ma oparcia w żadnych dowodach i oparta jest wyłącznie na nieuprawnionym, błędnym założeniu, że wszystkie stare kamienne monolitowe krzyże, są krzyżami pokutnymi Na terenie gminy Korfantów, oprócz wspomnianego wyżej, znajduje się jeszcze jeden stary monolitowy krzyż kamienny, w Rynarcicach, na miejscowym cmentarzu.

## Gospodarka

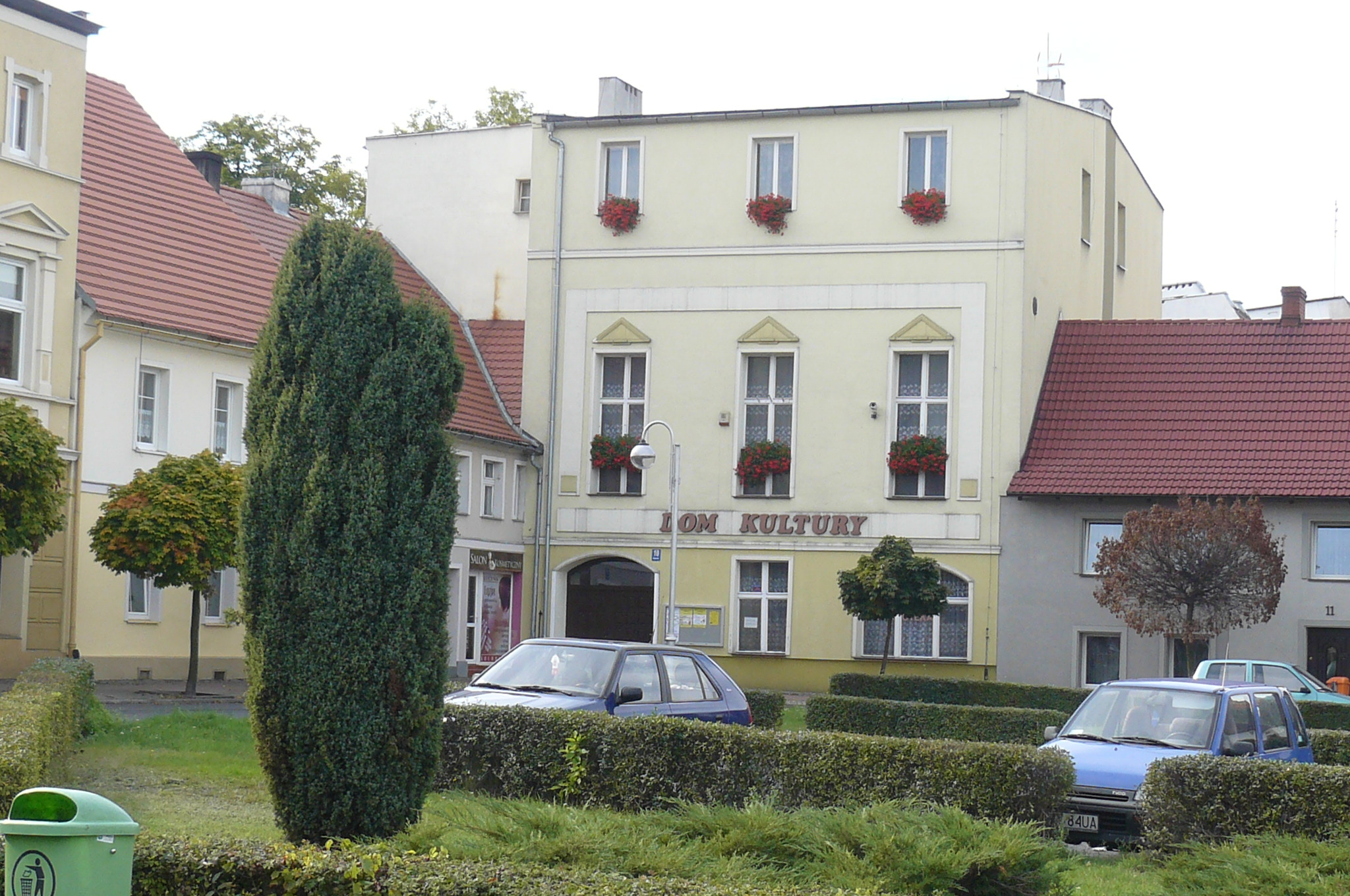
Dom kultury

W 2019 wskaźnik bezrobocia w Korfantowie wynosił 6,7%. Przeciętne miesięczne wynagrodzenie brutto w Korfantowie wynosiło 3 875,88 zł.
W okresie międzywojennym w Korfantowie działały 152 firmy, przede wszystkim z obrębie: usług, handlu i gastronomii. W drugiej połowie XX w. miasto jednak zatraciło swój pierwotny charakter lokalnego centrum gospodarczego. Wpłynęło na to szereg czynników: straty wojenne, rekwizycje, grabieże, działania radzieckich komendantur wojennych oraz błędne decyzje polityczne. Proces pauperyzacji niewielkich ośrodków miejskich na Śląsku Opolskim próbowano zatrzymać w latach 60. i 70. XX w., kiedy to pojawiły się koncepcje konsolidacji terytorialnej gmin i żywienia gospodarczego ich siedzib, jednak bez większego sukcesu. Dopiero reforma samorządowa z 1989 r. oraz otwarcie na wolny rynek, dały szansę na szybszy rozwój.
W Korfantowie znajduje się oddział Banku Spółdzielczego w Prudniku.

## Transport

### Transport drogowy
Przez Korfantów przebiegają drogi wojewódzkie:
- Niemodlin – Korfantów
- Korfantów – Nysa

### Transport autobusowy
Transport autobusowy w Korfantowie obsługiwany był przez PKS Prudnik. W 2004 prudnicki PKS został sprywatyzowany z udziałem Connex Polska. W 2008, w wyniku połączenia spółek PKS Connex Prudnik i PKS Connex Kędzierzyn-Koźle, utworzona została spółka Veolia Transport Opolszczyzna, w 2013 przejęta przez Arriva Bus Transport Polska. W 2019 Arriva wycofała się z Prudnika. Wówczas organizacją przewozów pasażerskich w Korfantowie i okolicy zajęły się ościenne PKS-y. W grudniu 2021 powołano Powiatowo-Gminny Związek Transportu „Pogranicze”, mający na celu poprawę jakości transportu.

## Oświata
W mieści działają jednostki oświatowe:
- Zespół Szkolno-Przedszkolny[49]
  - Szkoła Podstawowa nr 1 im. Wojska Polskiego
  - Przedszkole im. Misia Uszatka
- Szkoła Podstawowa nr 2 im. Czesława Niemena (dawne gimnazjum)[50]

16 grudnia 2005 r. oddano do użytku halę sportową Oprócz budynku kompleks obejmuje tartanowe boisko do piłki siatkowej, bieżnię okólną oraz prostą.
2 września 2011 został otwarty nowy budynek gimnazjum w Korfantowie.

## Media lokalne

### Prasa
- Informator Gminy Korfantów
- Gmina Korfantów Tu i Teraz
- Tygodnik Prudnicki
- Nowiny Nyskie
- Nowa Trybuna Opolska
- Gazeta Pogranicza

### Telewizja
- Korfantów TV[52]
- TV Prudnik (TV Pogranicza)

### Radio
- Radio Opole
- Radio Park

### Portale
- Teraz Prudnik[53] (do 2017 Tygodnik Prudnicki[54])
- Nowiny Nyskie[55]

## Religia

### Wspólnoty wyznaniowe
Kościół rzymskokatolicki
- parafia Trójcy Świętej (ul. Opolska 3)
  - kościół Trójcy Świętej (ul. Opolska 3)

Świadkowie Jehowy
- zbór, Sala Królestwa[56]

### Cmentarze
- Cmentarz Parafialny (ul. Cmentarna)

## Polityka

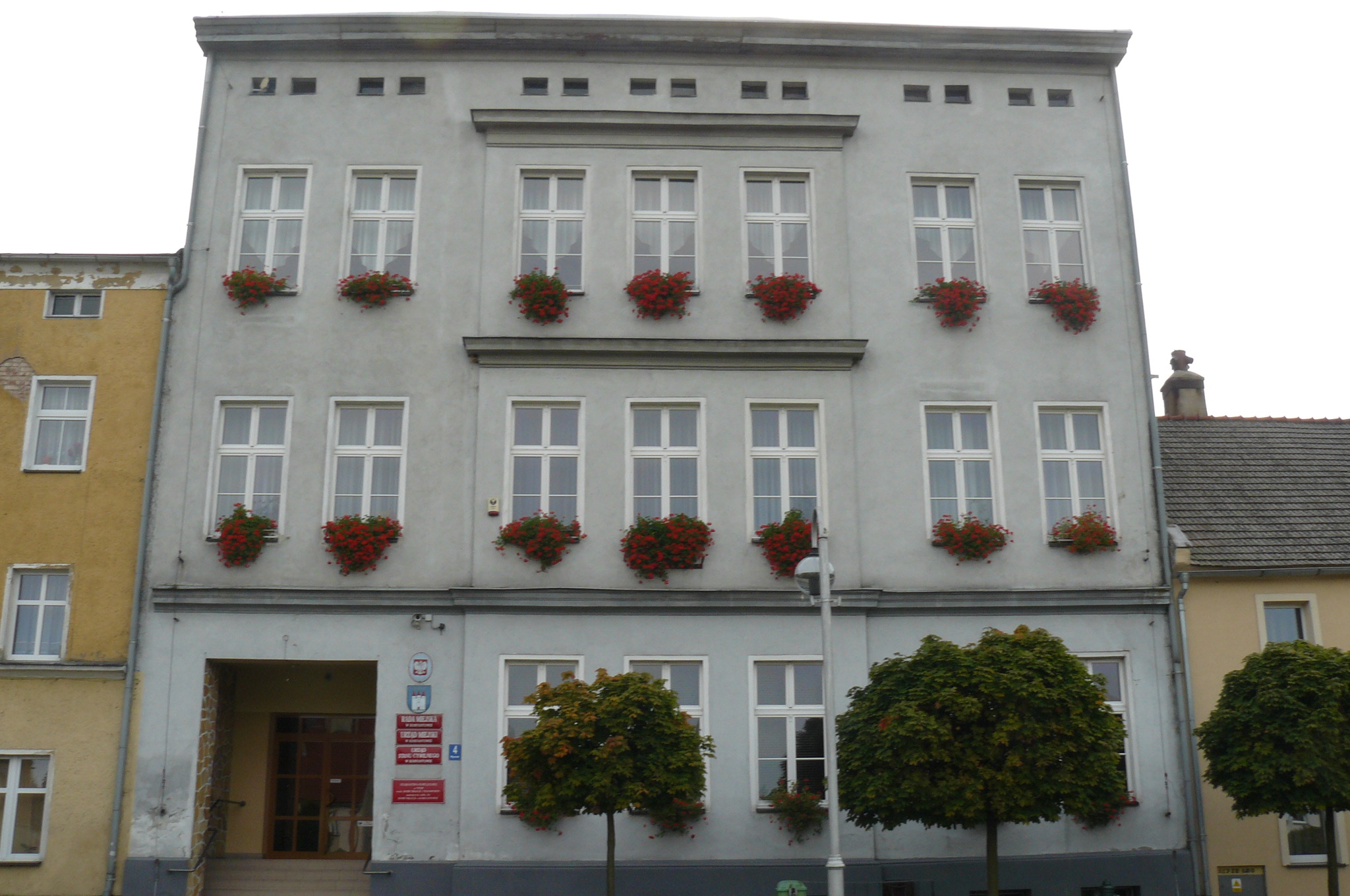
Ratusz

Miasto jest siedzibą gminy miejsko-wiejskiej. Organem wykonawczym jest burmistrz. W wyborach samorządowych w 2018 na urząd został wybrany Janusz Wójcik. Siedzibą władz jest Urząd Miejski na Rynku.
Mieszkańcy Korfantowa wybierają do swojej rady gminy 3 radnych, pozostałych 12 radnych wybierają mieszkańcy terenów wiejskich gminy Korfantów.
Radni rady miejskiej VIII kadencji wybrani w wyborach samorządowych w 2018:
- Forum Samorządowe 2002 (9 mandatów) – Dariusz Dziedzic, Stanisław Nasienniak, Mariusz Żabiński, Damian Zawadzki, Bernard Byczkowski, Ryszard Duś, Dominika Przyklenk, Anna Janik, Stanisław Olsza
- Polskie Stronnictwo Ludowe (3 mandaty) – Janina Miszczak, Grażyna Kulig, Urszula Maślanka
- KWW Barbary Kamińskiej (1 mandat) – Barbara Kamińska
- KWW Piotra Gacek (1 mandat) – Piotr Gacek
- Prawo i Sprawiedliwość (1 mandat) – Renata Łankowska

### Budżet miasta
| Budżet miasta Korfantowa | Budżet miasta Korfantowa | Budżet miasta Korfantowa |
| Lp.                      | Rok                      | Budżet mln zł            |
| ------------------------ | ------------------------ | ------------------------ |
| 1                        | 2011                     | 24,9                     |
| 2                        | 2012                     | 25,5                     |
| 3                        | 2013                     | 24,0                     |
| 4                        | 2014                     | 25,2                     |
| 5                        | 2015                     | 25,1                     |
| 6                        | 2016                     | 30,0                     |
| 7                        | 2017                     | 33,0                     |
| 8                        | 2018                     | 36,5                     |

## Współpraca międzynarodowa
| Miasto                    | Państwo | Data podpisania umowy |
| ------------------------- | ------- | --------------------- |
| Friedland, Meklenburgia   | Niemcy  | 17 sierpnia 1996      |
| Friedland, Brandenburgia  | Niemcy  | 17 sierpnia 1996      |
| Friedland, Dolna Saksonia | Niemcy  | 17 sierpnia 1996      |
| Frydlant nad Ostrawicą    | Czechy  | 17 sierpnia 1996      |
| Frýdlant                  | Czechy  | 17 sierpnia 1996      |
| Prawdinsk                 | Rosja   | 17 sierpnia 1996      |
| Mieroszów                 | Polska  | 17 sierpnia 1996      |
| Debrzno                   | Polska  | 17 sierpnia 1996      |
| Mirosławiec               | Polska  | 17 sierpnia 1996      |
| Bolechów                  | Ukraina | 2009                  |
| Boulleret                 | Francja | 23 października 2013  |

## Ludzie związani z Korfantowem
W miejscowości urodziła się niemiecka aktorka filmowa i teatralna Judy Winter (ur. 1944). 

### Honorowi Obywatele Miasta
- Paweł Łączkowski (1994)[62]
- Ryszard Zembaczyński (1994)[62]
- Krystian Heffner (1995)[63]
- Zdzisław Filinger (1995)[63]
- Paulina Polak (1996)[64]
- Ryszard Sztanger (1997)[65]
- Wilfried Block (1997)[65]
- Mieczysław Paszkowski (1998)[66]
- Tadeusz Nowacki (1999)[67]
- Józef Bednarski (2000)[68]
- Janusz Honkowicz (2001)[69]
- Wolfgang Würke (2003)[70]
- Jindrich Wurm (2003)[70]
- Bohumil Dolanský (2006)[71]
- Henryk Rzepski (2006)[71]
- Ryszard Miążek (2009)[72]
- Damian Tomczyk (2010)[73]
- Thomas Hähle (2018)[74]
- Wojciech Machelski (2018)[74]
- Andrzej Buła (2023)[75]
- Sławomir Kłosowski (2023)[75]

### Zasłużeni dla Miasta i Gminy Korfantów
| - Wilhelm Kudelka (1997) - Andrzej Ziółkowski (1997) - Marian Czajka (1997) - Piotr Stebelski (1997) - Ulrich Lisson (1997) - Edmund Kwapis (1998) - Bronisław Balik (1998) - Władysław Mieszczak (1998) - Stanisław Błaszczuk (1998) - Narcyz Galla (1998) - Klara Laszewska (1999) - Stanisław Wadas (1999) - Leon Brodkorb (1999) - Kazimierz Wołoszczak (1999) - Dorota Orłowska (2000) - Stanisław Maj (2000) - Bronisław Raczek (2000) - Stanisław Śmiałek (2001) - Bronisław Radom (2001) - Kazimierz Suchodolski (2001) - Janina Bugno (2002) - Piotr Bugaj (2002) - Jerzy Wajda (2002) - Mariusz Żabiński (2002) - Jan Kałuża (2003) - Władysław Wiciak (2003) - Stanisław Olsza (2003) - Teresa Rojek (2005) - Andrzej Chrobok (2005) - Kazimierz Jagiellicz (2005) - Józef Sieniawski (2005) - Władysław Walczak (2005) - Grzegorz Bladowski (2006) - Marek Czerner (2006) - Stanisław Szeremeta (2006) - Józef Radom (2006) - Władysław Obrzut (2006) |  | - Halina Przystawska (2007) - Jan Tobiasz (2007) - Barbara Niewiedział (2007) - Ryszard Sztangier (2008) - Henryk Świgost (2008) - Maria Piechnik (2009) - Maria Zawadzka (2010) - Henryk Podkalicki (2010) - Eugeniusz Tyczyński (2010) - Eugeniusz Olszewski (2011) - Henryk Kierpal (2011) - Sylwia Lisoń (2011) - Edward Figiel (2012) - Antoni Nieradka (2012) - Theophil Przybilla (2012) - Kazimierz Strzelczyk (2012) - Tadeusz Wróblewski (2012) - Wacław Baranowski (2013) - Edmund Borzemski (2013) - Tadeusz Rzepski (2013) - Zofia Cichoń (2015) - Zdzisław Martyna (2015) - Jan Oleksów (2015) - Andrzej Ziółkowski (2015) - Halina Malitowska (2018) - Joachim Luda (2018) - Jerzy Gęsiewicz (2018) - Mieczysław Hołyński (2018) - Władysław Białowąs (2018) - Szczepan Rosiński (2018) - Bogdan Bieda (2023) - Gabriela Frankowska (2023) - Mariusz Frankowski (2023) - Piotr Arkadiusz Krzywicki (2023) - Jolanta Misa (2023) - Gabriela Misztal (2023) |